# Salih I ibn Mansur
Salih I Ait Mansour 'n Nafzi, beter bekend als Salih I ibn Mansur al-Nafzi (Arabisch: صالح بن منصور النفزي) was de stichter en eerste emir van het Emiraat van Nekor, gelegen in het Rifgebied van het hedendaagse Marokko.
De geograaf al-Ya'qubi schrijft tot in detail over het Emiraat van Nekor, het Kalifaat van de Omajjaden en het Kalifaat van de Abbasiden in zijn bekende boek Tarikh al-Yaqubi. Zo schrijft hij onder andere dat Salih Ibn Mansur een Nefzi is en behoort tot de Berberse Nefzaoua stam (Tamazight: Inefzawen), zoals de Riffijnen in die tijd bekend stonden.
In het jaar 710 sticht Salih Ibn Mansur, met hulp van de lokale Riffijnse stammen, de Ait Waryaghar en Ait Temsamane het Emiraat van Nekor. Dit doen zij tijdens de heerschappij van de Omajjaden en onder goedkeuring van de toenmalige kalief, Al-Walid Ibn 'Abd al-Malik. Salih werd afgezet door de lokale stammen en vervangen, maar werd na enige tijd gevraagd terug te keren en wederom uitgeroepen tot emir.
Salih Ibn Mansour trouwde onder andere met een vrouw van de Sanhaja, een van de drie grote lokale Berberse confederaties, naast de Zenata en Masmuda. Hij kreeg twee kinderen met zijn vrouw: Al-Mo'tasim Ibn Salih en Idris Ibn Salih. Zijn derde zoon, 'Abd as-Samad Ibn Salih, kreeg hij met zijn andere vrouw. 
Salih Ibn Mansour bleef de emir tot aan zijn dood, waarna hij werd begraven in Agta, een klein dorpje langs de kust van Temsaman. Hij werd opgevolgd door zijn eerste zoon, Al-Mo'tasim Ibn Salih, maar deze kwam kort na zijn opvolging te overlijden. Al-Mo'tasim werd vervangen door zijn neefje Said Ibn Idris, de zoon van zijn broertje Idris. De dynastie van Salih Ibn Mansour werd ook wel de Banu Salih of Ait Salih genoemd, wat 'Nakomelingen van Salih' betekent. De heerses volgden elkaar traditiegewijs op en regeerden de regio tot het jaar 1068, waarna zij ruimte maakten voor een andere Berberse dynastie, de Almoraviden.